# Husar

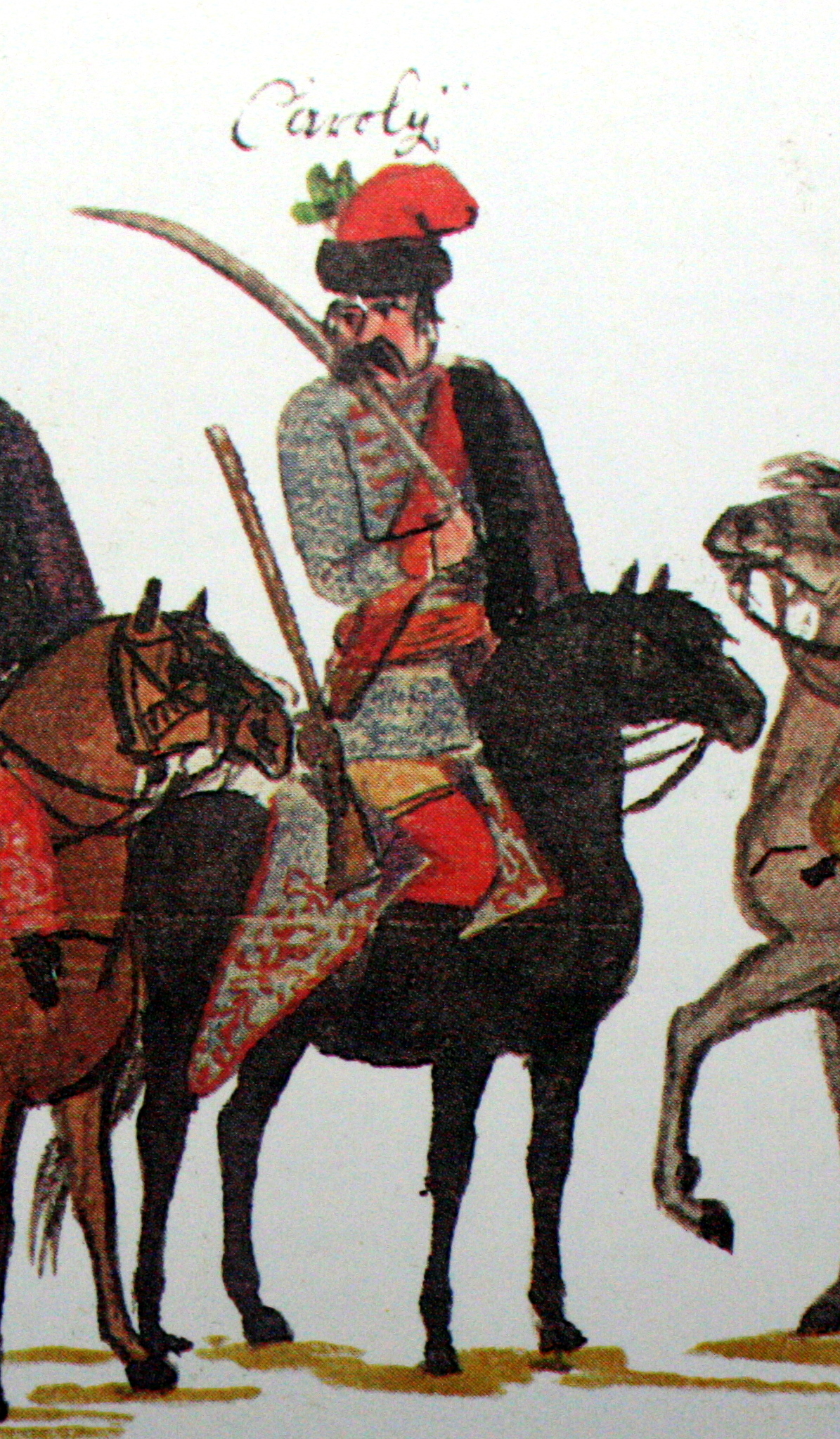
Ungersk (Károlyi-)husar i kejsarens tjänst 1734

Husar är en lätt kavallerist, beväpnad i första hand med sabel, dessutom pistol och karbin, ibland med lätt lans.

## Etymologi
Ordet "husar" kommer närmast från ungerskans "huszár" (med ungefär samma uttal). Ursprunget är sannolikt serbiskans "gusar" (rövare) i sin tur sannolikt från grekiskans "chosaroi", benämningen på lättrustat östromerskt rytteri under 900-talet. Enligt ungraren Nicolas Fokker kommer ordet direkt från ungerskans "husz" (tjugo) och "ár" (cirka ett halvt tunnland). De stora jordägarna hade att till kungens förfogande ställa en man "Huszár" och en häst för vart tjugonde "ár" de ägde.

## Historia
Oberoende av ordets ursprung fanns i Ungern en lång tradition av lätt kavalleri, ända sedan ungrarna tog Karpat-bäckenet i besittning i slutet av 800-talet. Detta lättrörliga band kunde vinna över tungt utrustade, men därför mer trögrörliga, härar under ungrarnas härjningståg väster- och söderut under 800- och 900-talen.
Husarförbanden i Serbien uppstod under andra hälften av 1300-talet under trycket från de framträngande turkiska osmanerna vars militära framgångar med lättrustade kavalleriförband påverkade även serbisk krigföring. Men redan på 900-talet lejde det Östromerska Bysantinska riket lättrustade ryttare kallade chosaroi eller chonsaroi från Balkan, främst då just serber. Det grekiska namnet kommer troligen från latinets cursores (löpare) som var benämningen på ett sentida romerskt lätt rytteri. Efter det serbiska nederlaget i slaget på Trastfältet 1389 flydde många serbiska gusarer (se uskoker) till grannstaten Kroatien som då var en del av det ungerska kungadömet. De var rustningslösa och ursprungligen beväpnade med sabel, lans och sköld. I det ungerska Kroatien kom dessa serbiska gusarer att patrullera och skydda gränsen mot det osmanska Turkiet och blev inom kort en del av den ungerska militärtraditionen.
Redan 1458 anbefallde Mattias Corvinus i Ungern, att varje såväl världsligt som kyrkligt gods årligen under tre månaders tid skulle efter tjugo gårdar ställa en fullt rustad soldat till kungens tjänst.

Under andra hälften av 1500-talet kom husarerna i Ungern och Polen att utvecklas i två riktningar. Ungrarna behåller (ända till efter första världskriget) det ursprungliga lättrustade och lättrörliga husarrytteriet som används till flanksvep, spaning, bakhåll och ett ständigt naggande i kanten på motståndaren och också för erövring av skansar och kanonställningar. I Polen utvecklades det till det tungt rustade genombrytande lansbeväpnade rytteriet som tar över efter de tunga järnklädda medeltida riddarna som försvinner från slagfälten i och med eldvapnens utveckling. Eftersom man i Central- och Östeuropa fortfarande hade behov av ett tungt genombrytande rytteri för frontalanfall fick helt enkelt husarerna ta över en del element från det försvinnande tunga rytteriet för att bli mer lämpade att lösa dessa uppgifter. Under 1600-talet försvinner även den tungt rustade husaren i Ungern och Kroatien och endast de polska husarerna fortsätter framgångsrikt den tungt rustade linjen.

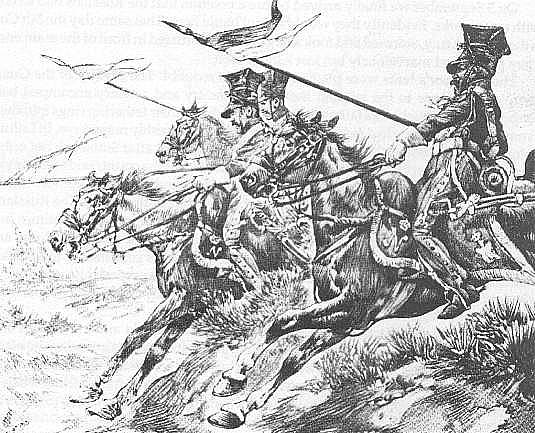
Polska ulaner.

Under slutet av 1600-talet kom däremot de lättrustade ungerska/kroatiska husarförbanden att efter österrikisk förebild att tas upp av andra europeiska länder. I Frankrike levde deras namn till slutet av 1700-talet i Royal-croates.
De moderna husarerna som ett lätt spaningskavalleri skapades dock av Fredrik den store då han byggde upp den berömda preussiska husarkåren om 10 regementen, och från dessa kopierades sedan husarregementen i de flesta europeiska stater. I Sverige sattes det första husarregementet upp 1757.
Husarerna fick ett nytt uppsving under Napoleonkrigen. Under andra hälften av 1800-talet, efter det ungerska frihetskriget 1848 och efter upprättandet av dubbelmonarkin Österrike-Ungern 1868 blir husaruniformen ofta sedd på politiker och kungligheter, till exempel kung Karl XV.

## Uniform och beväpning
De ungerska husarernas klädsel bar starka drag från de ungerska, kroatiska och serbiska folkdräkterna. Huvudbonaden var en bred och hög mössa ofta trimmad med päls, senare helt i päls, kallad "csákó", "tschakå". Husaren bar en midjekort, över bröstet rikt broderad jacka kallad dolman samt en tjockare yttre broderad jacka med pälsdetaljer kallad pelisse. Denna bars ofta över vänsteraxeln. Byxorna var även de rikt broderade över lårets framsida. Byxorna stoppades i knähöga stövlar. Runt midjan bars ett brett bälte av mångfärgade snoddar som lindades runt flera varv. Till detta bars en "tarsoly", sabretache, på svenska sabeltaska (=sabelväska), en broderad väska som var fäst i midjebältet i likhet med sabeln. Denna var en rest av de ylle- och läderväskor herdar använde. 
Mustaschen var obligatorisk. Fram till 1800-talets början var också tre flätor en del av uniformeringen: en i nacken och två på ömse sidor av huvudet då de gav ett visst skydd mot sabelhugg. För att hållas på plats genom tyngd fästes genomborrade pistolkulor i flätorna.
Beväpningen var ursprungligen lans, liten sköld och sabel. Skölden och lansen övergavs under slutet av 1600-talet för att ersättas av pistoler, men under 1800-talet återkommer ibland lansen sedan den återintroducerats av ulanerna.

## Svenska husarregementen
Nedan följer en förteckning på svenska husarregementen. Regementenas olika historiska namn inom parentes.
- Kronprinsens husarregemente, K7 1758 - 1927 (Svenska husarregementet, Husarregementet, Mörnerska husarregementet, Cederströmska husarregementet, Kronprinsens värvade husarregemente, Husarregementet Konung Karl XV)
- Skånska husarregementet, K5 1807 - 1927
- Smålands husarregemente, K4 1822 - 1927
- Livregementets husarer, K3 1893 - (Livregementets husarkår)

### Galleri

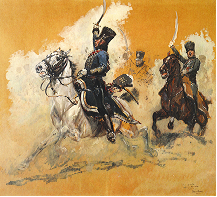
Franska hussards under Napoleon-krigen.
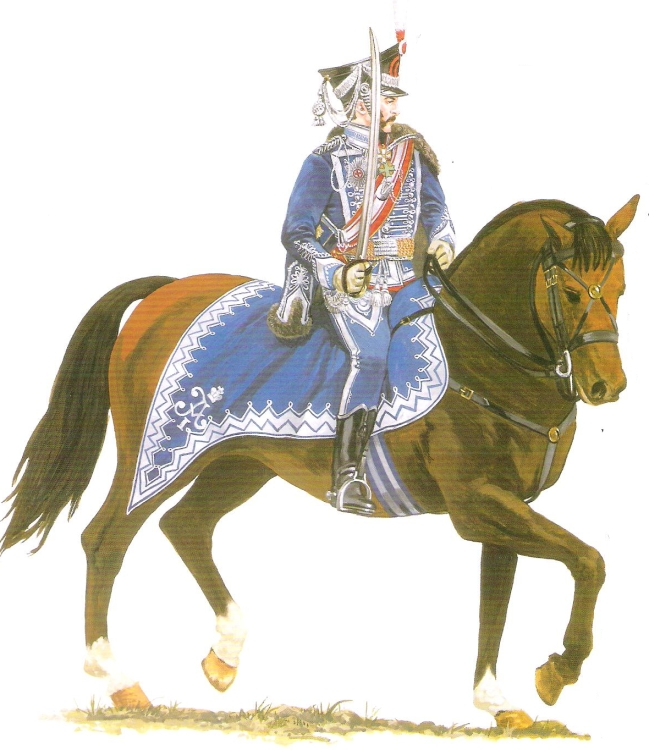
Husar från det ryska Grodnoregementet 1812
Officer vid skånska husarregementet 1840.
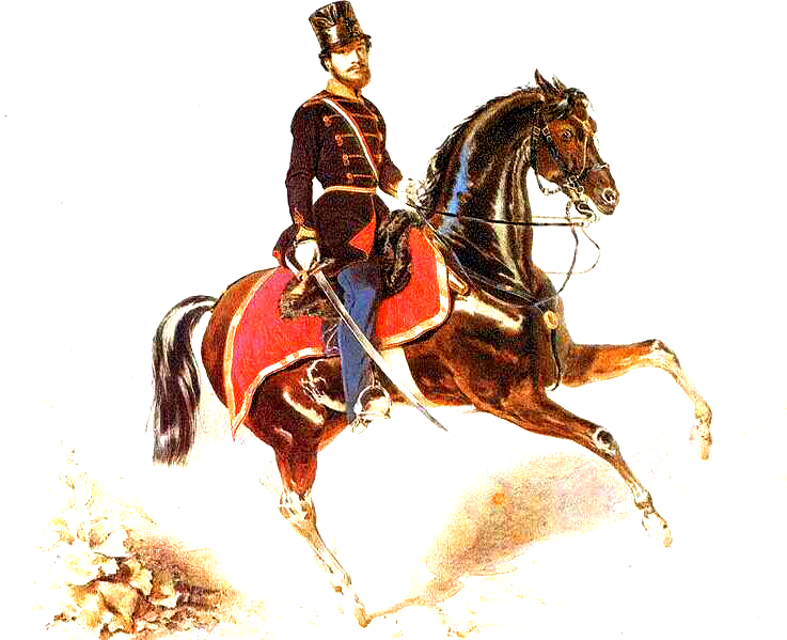
(Borsos-)huszár i 1848–49 års frihetskrig.
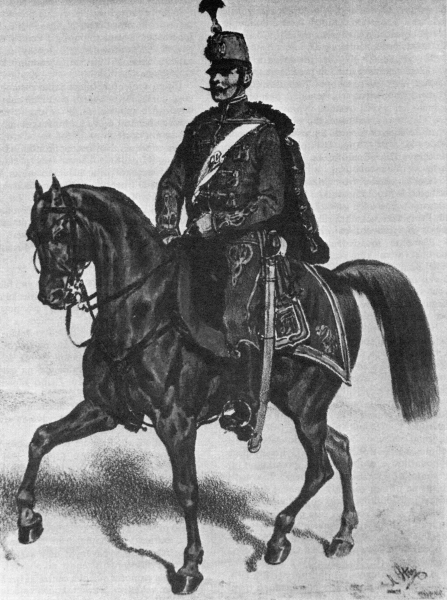
Huszár 1856.
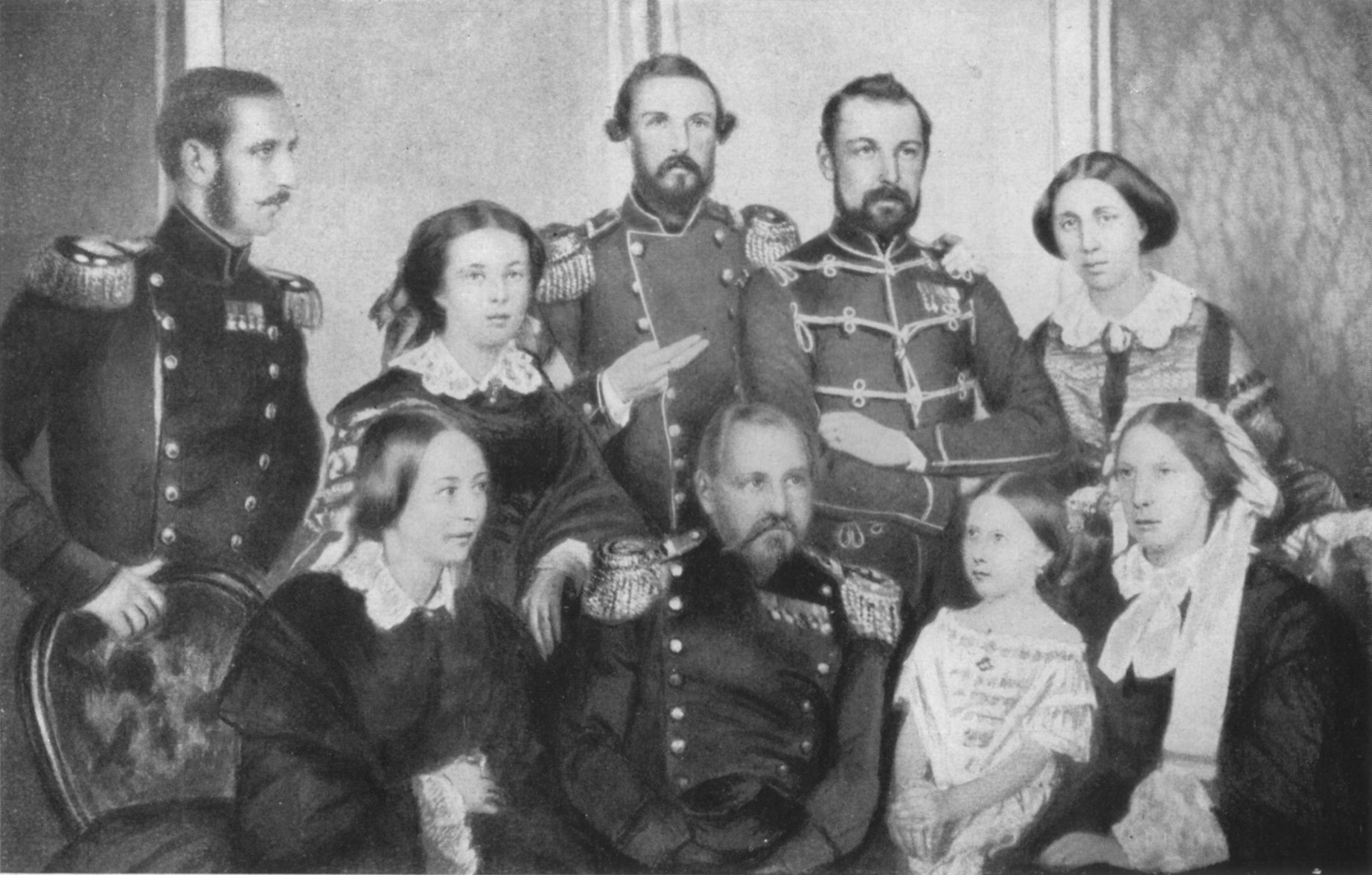
Svenska kungafamiljen 1857. Kronprins Karl i husaruniform.
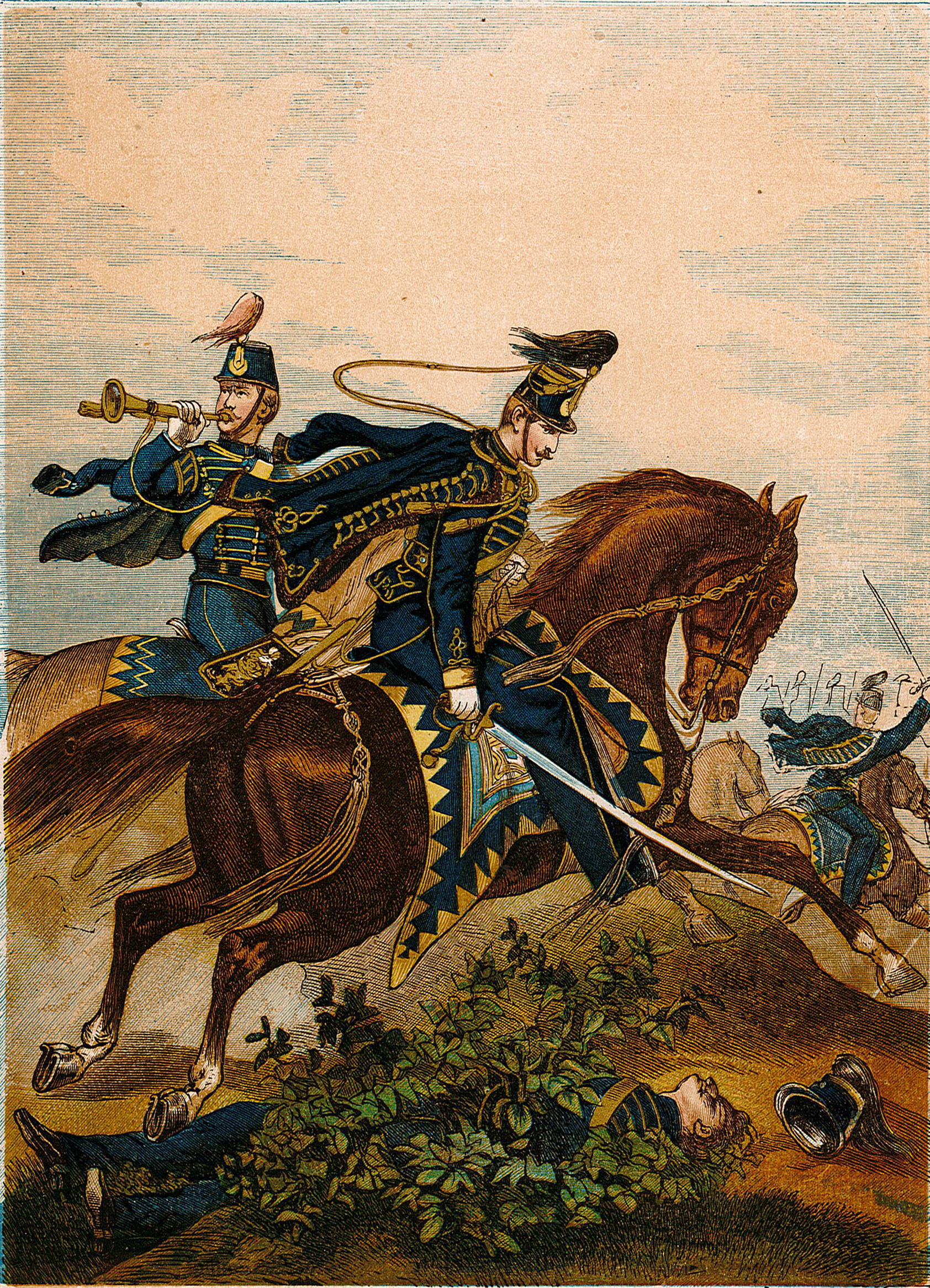
Husarregementet konung Carl XV vid mitten av 1860-talet.
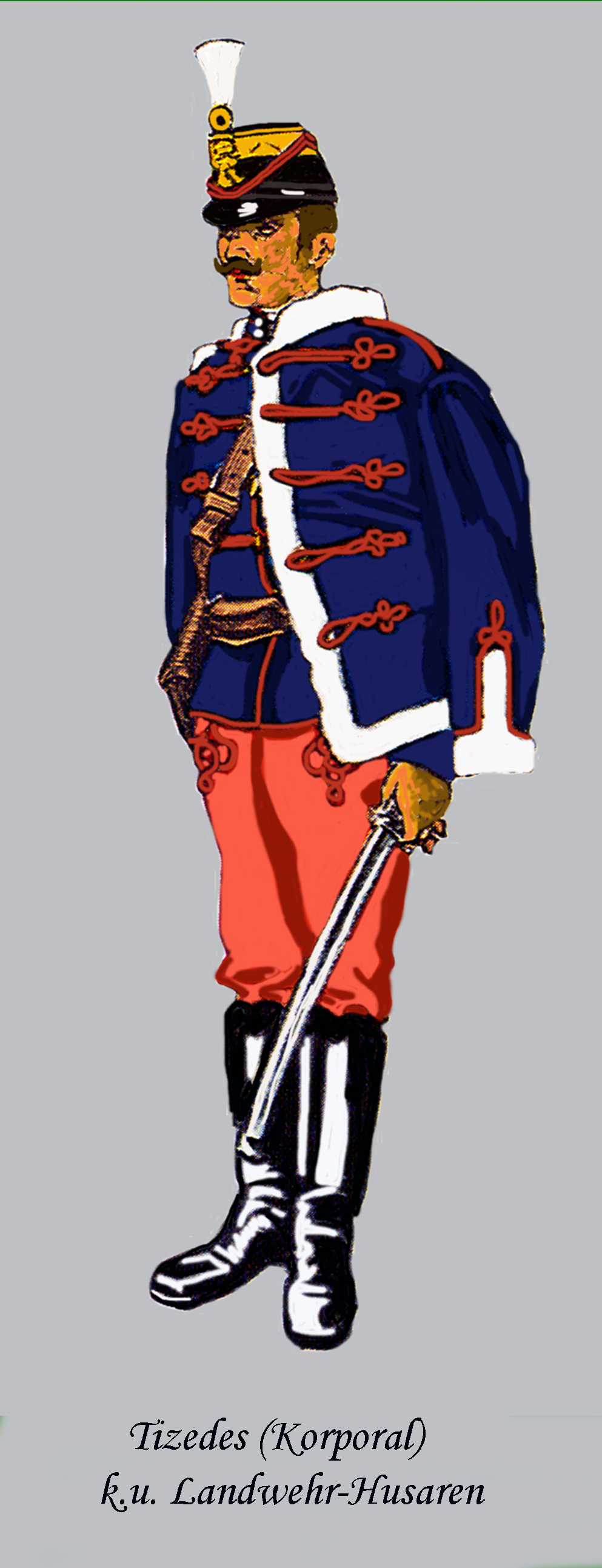
Ungersk Huszár 1914
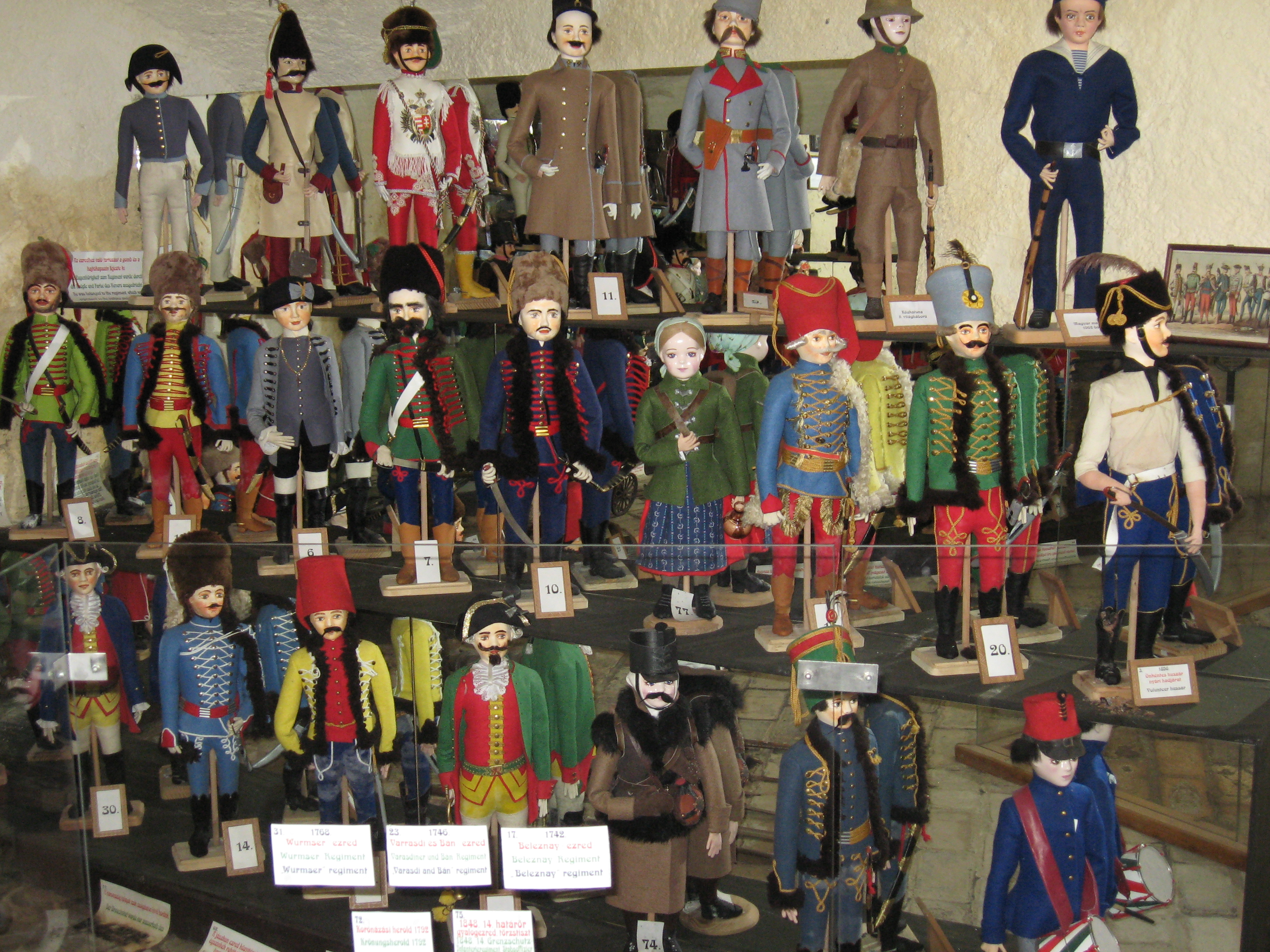
Dockor, varav ca hälften i olika husaruniformer.